# Borgo metropolitano di Knowsley
Knowsley è un borgo metropolitano del Merseyside, Inghilterra, Regno Unito, con sede a Huyton.
Il distretto fu creato con il Local Government Act 1972, il 1º aprile 1974 dalla fusione dei precedenti distretti urbani di Huyton-with-Roby, Kirkby e Prescot con parte del distretto rurale di Whiston e del distretto rurale del West Lancashire.

## Parrocchie civili e insediamenti
- Bowring Park
- Cronton
- Fazakerley
- Halewood
- Huyton
- Kirkby
- Knowsley
- Page Moss
- Prescot
- Roby
- Stockbridge Village
- Tarbock
- Whiston

Simonswood è stato parte di Knowsley e poi è stato trasferito nel West Lancashire.

## Amministrazione

### Gemellaggi
- Moers